# Siniša Mali
Siniša Mali (* 25. srpna 1972 Bělehrad) je srbský politik, ekonom, člen Srbské pokrokové strany (SNS) a ministr financí Srbské republiky. Bývalý starosta Bělehradu (2014–2018).
Vystudoval v roce 1995 a magisterský titul získal v roce 1998 na Ekonomické fakultě v Bělehradě, poté v roce 1999 získal magisterský titul na univerzitě v St. Louis v USA. Dne 24. dubna 2014 byl zvolen starostou Bělehradu poté, co od listopadu 2013 vykonával post předsedy prozatímní správy města Bělehradu .Od 29. května 2018 je ministrem financí Srbské republiky.

## Životopis
Siniša Mali se narodil v Bělehradě 25. srpna 1972, kde absolvoval základní školu a Páté bělehradské gymnázium . Vystudoval Ekonomickou fakultu Bělehradské univerzity, poté v roce 1998 získal magisterský titul, kdy obhajoval diplomovou práci na téma „Veletrhy jako nástroj podpory podnikání“ na stejné fakultě. Poté se stal držitelem stipendia „ Ron Brown “ a s pomocí tohoto stipendia získal v roce 1999 magisterský titul na Washingtonově univerzitě v St. Louis, obor finance. Tím získal titul Master of Business Administration. Během studia v USA pracoval jako asistent v pěti kurzech podnikového financování a po ukončení studia získal ocenění nejlepšího studenta v oblasti financí. V roce 2013 obhájil dizertační práci na téma „ Vytváření hodnot procesem restrukturalizace a privatizace – teoretické koncepce a dosažené výsledky v Srbsku'' na Fakultě organizačních věd, Bělehradské univerzity. V červnu 2017 vystudoval bezpečnostní a obranná studia a získal nejvyšší úroveň kariérního žebříčku v armádě Srbské republiky. Je držitelem titulu Chartered Financial Analyst (CFA) a člen institutu CFA, Serbian Business Angels Network, Fulbright Alumni Association of Serbia a British-Serbian Business Club. Je také držitelem licence správce portfolia vydávané Komisí pro cenné papíry Srbské republiky.

### Obchodní kariéra
V únoru 2001 byl jmenován náměstkem ministra privatizace Ministerstva hospodářství a privatizace vlády Srbské republiky. Na konci roku 2001 po založení Privatizační agentury přešel do funkce ředitele Centra pro privatizaci, restrukturalizaci a kapitálový trh této agentury. V této pozici zůstal až do konce roku 2003. Na počátku roku 2004 založil vlastní společnost, která poskytuje poradenské služby v oblasti nákupu a prodeje firem, finanční restrukturalizace, konsolidace obchodu a poradenství společností ke zlepšení jejich finanční výkonnosti. Předtím, než se stal asistentem privatizace, pracoval v Credit Suisse First Boston v New Yorku ve skupině Mergers & Acquisitions Group, kde měl na starosti nákup a prodej podniků, restrukturalizaci a konsolidaci obchodní analýzy. Předtím strávil čtyři roky jako jednatel v jedné ze čtyř největších poradenských společností na světě, „Deloitte & Touche“, dva roky v Praze a dva roky v Bělehradě, kde pracoval na privatizaci, nákupu a prodeji podniků., restrukturalizaci a konsolidaci, obchodních analýzách atd.

### Politická kariéra
V roce 2012 se Siniša Mali stal poradcem pro hospodářské otázky místopředsedy vlády Srbské republiky. Poté, byl rozhodnutím vlády dne 18. listopadu 2013 jmenován předsedou prozatímního orgánu města Bělehradu a zůstal na tomto postu až do oznámení voleb 16. března, po kterých se stal starostou města Bělehradu. Jako první zahájil v Bělehradě program finanční konsolidace k udržení fiskální stability. Dluh města Bělehradu se snížil na polovinu, z původních 1,2 miliardy EUR, a čtyřikrát se snížil schodek rozpočtu. Realizoval program konsolidace společností poskytujících veřejné služby a Bělehrad poté v roce 2016 obdržel úvěrový rating, který se od té doby zvýšil na BA3. Zahájil významné investiční projekty, z nichž nejvýznamnější je „Bělehrad na vodě“, do kterého bylo vloženo 3,5 miliardy EUR. Během jeho funkčního období byl zahájen nový investiční cyklus a mimo jiné byl otevřen i obchodní dům IKEA a hotel Hilton a po více než 10 letech získal Bělehrad svou první továrnu – „MeiTa“ v Obrenovci. Náměstí na Slaviji bylo kompletně zrekonstruováno, stejně jako velké městské silnice, jako je Bulvár osvobození, Rooseveltova ulice a ulice Miji Kovačeviće. Dále začala po 40 letech fungovat Železniční stanice (Prokop) a k této stanici byly vybudovány přístupové cesty. Byl otevřen Pupinův most přes Dunaj a byl postaven nový bulvár od Mostu na Adi po Tošinovu studnu. Byla dokončena vodní elektrárna Makiš 2. Byly započaty práce na přeměně centra města na pěší zónu, v jejichž rámci byla zcela zrekonstruována a uzavřena Obilićeva ulice pro provoz, a také byl zrekonstruována městská část Kosančićev venac a ulice Vuka Karadžiće. V centru města bylo obnoveno asi 200 fasád. Byly postaveny stovky kilometrů asfaltových silnic, vodovodních a kanalizačních sítí. Muzeum současného umění bylo otevřeno po desetileté odstávce. Začala se kompletní rekonstrukce parku Ušće, stejně jako výstavba pěší trasy mezi Kalemegdanem a Beton halou. Byly podepsány smlouvy o výstavbě čistírny odpadních vod ve Vinče, čistírny odpadních vod ve Velikém Selu a o výstavbě dálkového vytápění Obrenovac – Nový Bělehrad. Funkci starosty města zastával až do května 2018, kdy se stal ministrem financí Srbské republiky.
Ocenění
Je držitelem „Ceny pro nejlepšího Evropana za rok 2014“ za projekt Bělehradského rozvoje a obnovy. Evropské hnutí v Bosně a Hercegovině mu v roce 2017, když zastával post starosty Bělehradu, udělilo ocenění za „Nejtolerantnější město v regionu“  . Během jeho funkčního období byl Bělehrad jmenován nejoblíbenější destinací na Světovém veletrhu cestovního ruchu v čínské Šanghaji.
Na konci října 2019 byl Siniša Mali vyznamenán „Řádem mučedníků kragujevackých první třídy“ Srbské pravoslavné církve. Toto uznání mu dal vladyka Jovan s požehnáním patriarchy srbského Irineje v chrámu Sestupu Ducha svatého na apoštolech v obci Barzilovica nedaleko Lazarevacu. Podle zpráv médií Mali jako starosta Bělehradu v roce 2018 vyčlenil finanční prostředky potřebné k dokončení chrámu. Několik dní před vyznamenáním schválila vláda Srbska rozhodnutí o přidělení finančních prostředků ve výši 116 milionů a 137 tisíc RSD z rozpočtových rezerv, protože chyběly prostředky na realizaci další pamětihodnosti „Stavba chrámu sv. Sávy“. Rozhodnutí bylo podepsáno místopředsedou vlády Nebojšou Stefanovičem, přestože v bodě 3 bylo uvedeno, že za realizace odpovídá za Ministerstvo financí.

### Kontroverze

#### Plagiátorství
V červenci 2014 zveřejnil web Peščanik text zpochybňující autentičnost disertační práce Siniši Malého. K tomu Siniša Mali uvedl, že „stojí za svou prací“. Krátce poté, dne 20. ledna 2015 Szymon Cyfert, šéfredaktor časopisu „Organizace a management“, který publikoval vědeckou práci Siniši Malého, stáhl jeho práci „Vytváření hodnot prostřednictvím restrukturalizace – klíčové hodnotové faktory a modely tvorby hodnot), což vysvětlil tím, že některé části textu jsou „téměř totožné s doktorskou prací Stifanose Hajlemeriama“, „Vytváření podnikové hodnoty, správa a privatizace: Restrukturalizace a řízení přechodného podnikání – případ Eritrey“, Univerzita v Groningenu (2001). Po revizi textu, kterou podnítil hlavní spoluautor, redakční rada časopisu opět publikovala výše uvedenou studii s nadpisem Korigendum, text byl doplněn o citaci dalšího pramenu, která měla být v předchozí verzi omylem vynechána.
V roce 2016 a začátkem roku 2017 akademik Dušan Teodorovič po podrobné analýze rozhodl, že doktorát Siniši Malého byl „hrozným plagiátem“. Teodorovič také uvedl, že v tomto případě „je akademická obec v Srbsku ponížena“. Senát univerzity v Bělehradu požádal o zřízení výboru, který by celý případ projednal. Komise pro přezkum originality doktorské disertační práce byla vytvořena počátkem roku 2019 a v březnu vydala znalecký posudek k originalitě disertační práce, kde dospěla k závěru, že disertační práce nebyla plagiována, ale byl skutečným přínosem pro vědecké porozumění a inovace. Počátkem května 2019 přijala Akademická rada Fakulty organizačních věd zprávu Etické a expertní komise. Senát se nicméně rozhodl „nepřidělit titul doktora vědy současnému ministrovi financí Sinišovi Malému, protože chce počkat na jakékoli stížnosti proti zprávě komise Fakulty organizačních věd.“ 21. listopadu 2019 poté Etický výbor Bělehradské univerzity prohlásil disertační práci za plagiovanou a požádal akademický Senát, aby tuto skutečnost potvrdil.

#### Bělehrad na vodě a případ Savamala
Během působení Siniši Malého na postu starosty Bělehradu započala realizace kontroverzního projektu Bělehrad na vodě. Tento projekt byl kritizován profesními a občanskými sdruženími z architektonického, městského, ekonomického a právního hlediska.
V noci z 24. na 25. dubna 2016 bezprostředně po předčasných parlamentních volbách neznámí pachatelé zničili část Hercegovinské ulice v srdci čtvrti Savamala. Maskované osoby za pomocí bagru zbouraly budovy, pro které neexistovala žádná povolení k odstranění. Občanům, kteří se na této ulici v době demolice nacházeli, bylo upřeno právo svobody pohybu, byli legitimováni, spoutáni a jejich osobní předměty byly zabaveny. Ombudsman Saša Jankovič v kontrolním procesu také zjistil, že policie tu noc odmítla reagovat na telefonáty občanů, a že pracovníci vysvětlili, že příkaz k nečinnosti dorazil „shora“.
8. června 2016 premiér Republiky Srbsko Aleksandar Vučić oznámil, že za demolicí v Hercegovské ulici byly nejvyšší autority, a oznámil, že za to budou odpovědné. Dne 13. února 2017 Informační portál KRIK zveřejnil rozhovor s Marijou Mali, bývalou manželkou Siniši Malého. V rozhovoru řekla novinářům, že se sám starosta Mali 25. dubna 2016 chlubill, že se podílel na demolici, tzn. že osobně zorganizoval „clearingovou akci“ („Lidé přišli uprostřed noci, trochu tam něco porubali“). Siniša Mali dosud odmítl odpovídat na dotazy novinářů ohledně obvinění ze strany jeho bývalé manželky.
Události na Hercegovské ulici vyvolaly v bělehradských ulicích řadu masových občanských protestů pořádaných iniciativou „ Ne da(vi)mo Beograd “. Protesty požadovaly rezignaci Siniši Malého.
Příslušné vyšetřování nezákonné demolice v Hercegovinské ulici dosud nezapočalo a nikdo z městské vlády nebyl propuštěn.

#### Podezřelá nemovitost
V říjnu 2015 „KRIK'' zveřejnil dokumenty z oficiálního bulharského obchodního rejstříku, které ukazují, že Siniša Mali je ředitelem dvou offshore společností se sídlem na Britských Panenských ostrovech, a prostřednictvím nich koupil 24 bytů v luxusním bulharském letovisku „Svatý Mikuláš“. Mali tvrdil, že jeho podpisy byly na těchto dokumentech falšovány, ale dosud neposkytl důkazy na podporu svých tvrzení. Stejný portál také uvedl, že Siniša Mali využil svého postavení v Privatizační agentuře k nelegálnímu získání majetku pro sebe a svou rodinu.

### Soukromý život
Siniša Mali je otcem tří dětí: synové Teodor a Viktor a dcera Lola. V současnosti je rozvedený. Je aktivním sportovcem. Od roku 2017 se pravidelně účastní půlmaratonských závodů (21,1 km), které jsou součástí akce Bělehradský maraton. Jako ministr financí běžel svůj první maratónský závod (42 km) 11. listopadu 2018 na maratonu v Athénách. Je čestným držitelem černého pásu v taekwondu, který přispívá k rozvoji sportu obecně a zejména taekwondu.
Hovoří plynně anglicky, hovoří i řecky a učí se čínsky. [zdroj?] 